# Hickok (Kansas)
Hickok è un'area agricola della Contea di Grant nel Kansas, Stati Uniti d'America. Si trova dal lato orientale di Lincoln  lungo la U.S. Route 160, a 11 km a est del capoluogo della contea.